# 볼리비아 볼리비아노
볼리비아노(스페인어: Boliviano, ISO 4217 코드: BOB)는 볼리비아의 통화이다. 1 볼리비아노는 100 센타보(centavos)로 나뉜다.

## 첫 번째 볼리비아노
최초의 볼리비아노는 1864년 최초로 도입되었다. 당시는 페루의 화폐였던 솔(sol)에 1:8솔, 1:0.5스쿠도(이탈리아의 은화) 정도의 가치를 지녔다. 당초에는 100 센테시모(남미 등지에서 쓰이는 화폐)로 세분되었지만 1870년부터는 센타보(centavo)의 개념으로 바뀌었다. 10 볼리비아노는 특별히 볼리바르(Bolivar)라고 부르기도 한다.
| 대 파운드 환율(영국) | 대 파운드 환율(영국) |
| 날짜                 | 환율 기준            |
| -------------------- | -------------------- |
| 1928년 7월 11일      | 13.5                 |
| 1932년 5월           | 17                   |
| 1933년 2월 20일      | 20                   |
| 1936년 4월 1일       | 50                   |
| 1936년 6월 14일      | 80                   |
| 1937년 7월 29일      | 120                  |
| 1938년 6월 20일      | 141                  |
| 1939년 9월 5일       | 160                  |

볼리비아노는 처음에는 1 볼리비아노 = 5 프랑스 프랑의 비율로 고정되었다. 1908년 12월 31일, 화폐는 12+1⁄2 볼리비아노 = £1 stg (또는 1 볼리비아노 당 1s. 7.2d.)로 새로운 금본위제에 놓였다. 파운드에 대한 일련의 평가절하가 뒤따랐다. 1940년에는 미국 달러에 대한 변동환율제가 도입되어 1:40~55 볼리비아노의 비율이 확립되었다.

### 동전
1864년, 동으로 된 1, 2 센테시모와 은화인 1⁄20, 1⁄10, 1⁄5, 1 볼리비아노가 도입되었다. 1870년 5, 10, 20 센타보가 은화로 도입되었으며 3년 후 50 센타보, 1, 2 센타보가 생겼다.(1878) 황동으로 된 5, 10센타보가 1883년 생겼다. 당시 10, 20 센타보짜리 동전이 거의 비슷했던 탓에 일부 동전의 가운데에 구멍을 뚫었다. 그러다 1892년 이후로는 동전의 크기가 좀 더 커지게 되었다.
5 센타보는 1935년을 마지막으로 주조가 중단되었고 1937년부터 50 센타보가 도입되었다. 이후 1942년에는 아연으로 주조하는 10, 20 센타보와 청동 50센타보가 생겼다. 1951년 청동 1, 5, 10 볼리비아노가 발행되고 있다.

### 지폐
1873년 최초의 볼리비아노 지폐가 볼리비아 국립은행(Banco Nacional de Bolivia)의 발의로 발행되기 시작하였다. 애초에 1, 5, 10, 20, 50, 100 볼리비아노가 발행되었고 1875년에는 20, 40 센타보짜리 지폐가 추가로 도입되었다. 이때 당시에는 국립은행 이외에도 일부 민자 은행에서도 화폐를 주조하였다. 볼리비아-런던 은행(Banco de Bolivia y Londres), 볼리비아 상업은행(Banco del Comercio), 평화산업은행(Banco Industrial de La Paz)등이 해당되었다. 이러한 관행은 1911년 이후로 중지되었다.
1902년 국가적으로 50 센타보와 1, 5, 10, 20 볼리비아노가 도입되었다. 1911년 볼리비아 국영 은행이 지폐 발행을 공식 이관받게 된다. 그러나 지폐의 발행에 있어 1, 5, 10, 20, 50, 100 볼리비아노는 볼리비아-런던 은행의 이름이 새겨진 상태로 발행되었다. 1928년 볼리비아 중앙은행(Banco Central)이 지폐 발행권을 넘겨 받아 1, 5, 10, 20, 50, 100, 500, 1000 볼리비아노를 유통하게 되었다. 5000, 10,000 볼리비아노 지폐는 1942년부터 투입되고 있다.

## 두 번째 볼리비아노
볼리비아 자국내의 인플레이션 현상이 지속되면서 볼리비아노 페소는 1989년 새로운 볼리비아노로 대체되었다. 당시 새로 발행된 1 볼리비아노는 미국 달러 1달러에 준하였다.

### 동전
1988년, 스테인리스강으로 만드는 2, 5, 10, 20, 50 센타보와 1 볼리비아노(1987년 날짜) 동전이 도입되었고 1991년 2 볼리비아노 동전도 주조되기 시작하였다. 동판인쇄된 10센타보는 1997년 새로 추가되었으며 복본위제(금속을 이중으로 바른 경우 따위를 일컬음)의 5볼리비아노가 2001년부터 주조되고 있다. 2, 5 센타보짜리 주화는 더 이상 유통되지 않고 있다.

### 지폐
1987년 볼리비아노 페소 지폐는 기존의 센타보, 볼리비아노에 액면 금액을 겹치게 인쇄하는 방식으로 유통됐다. 2, 5, 10, 20, 50, 100, 200 볼리비아노가 발행되었다. 2 볼리비아노 지폐는 1991년 동전으로 대체되었다. 5 볼리비아노도 동전으로 2001년부터 바뀌어 주조되고 있다. 볼리비아 정부는 5볼리비아노 주화가 아직 통용 중이라고 명시해놓고 있지만 지금은 지폐이다.

## 같이 보기
- 볼리비아의 경제